# Omroep Piep!
Omroep Piep! was een initiatief van dierenbeschermer Karen Soeters om een publieke omroep in Nederland op te richten voor dieren, natuur en milieu. De actie startte in 2009 met een ledenwervingscampagne. Soeters werkte samen met reclamemakers Erik Kruize (Roorda) en Matthijs de Jongh (KesselsKramer), Maarten Reesink, Evert van den Bos en Tom Sprangers. 
Kandidaatsomroep Piep wilde in zijn programmering dieren een stem geven. Op een positieve manier met infotainment programma's. Daarnaast wilde de omroep ook op een confronterende manier aandacht besteden aan dierenleed en de veroorzakers hiervan, bijvoorbeeld door middel van reality programma's.
De benodigde 50000 stemmen om tot het omroepbestel toegelaten te worden werden niet gehaald. Ervoor werd gekozen om online verder te gaan onder de naam PiepVandaag, maar werd later hernoemd naar AnimalsToday.